# Список підвидів вовка
Це список сучасних та вимерлих підвидів вовка (Canis lupus). Згідно з таксономічним довідником «Mammal Species of the World» (2005, 3-е видання) існує 38 підвидів вовка. Номінальний підвид — Canis lupus lupus. У список, в ранзі підвиду, внесені собака свійський, динго, східний вовк і рудий вовк, хоча їхній таксономічний статус є суперечливим.

## Євразійські підвиди
| Підвид                                               | Зображення | Автор           | Опис | Поширення | Синоніми |
| ---------------------------------------------------- | ---------- | --------------- | --- | --- | --- |
| C. l. albus вовк тундровий                           |            | Kerr, 1792      | Вовк великих розмірів зі світлим хутром | Тундра і лісова зона в європейській та азійській частинах Росії та на крайній півночі Скандинавії. | dybowskii Domaniewski, 1926, kamtschaticus Dybowski, 1922, turuchanensis Ognev, 1923 |
| C. l. arabs вовк арабський                           |            | Pocock, 1934    | Невеликий вовк, який пристосований до життя у пустелі. Тіло сягає 66 см заввишки, вага близько 18 кг. | Південний Ізраїль, південний та західний Ірак, Оман, Ємен, Йорданія, Саудівська Аравія і, ймовірно, деякі частини Синайського півострова | |
| C. l. campestris вовк степовий                       |            | Dwigubski, 1804 | Вовк середнього розміру з коротким і грубим хутром | Північна Україна, Кавказ і Закавказзя, південний Казахстан, Середня Азія | bactrianus Laptev, 1929, cubanenesis Ognev, 1923, desertorum Bogdanov, 1882 |
| C. l. chanco вовк монгольський                       |            | Gray, 1863      | Хутро коичневе, на спині довге, жорстке, з чорними і сірими волосками впереміш; горло, груди, черево та внутрішня частина ніг біла; голова блідо-сіро-коричнева; лоб сірий з короткими чорно-сірими волосками.     | Монголія північний та центральний Китай, Корея, р. Уссурі | chanco Gray, 1863, coreanus Abe, 1923, dorogostaiskii Skalon, 1936, karanorensis Matschie, 1907, niger Sclater, 1874, tschiliensis Matschie, 1907 |
| C. l. dingo динго та новогвінейський співочий собака |            | Meyer, 1793     | Собака заввишки 52–60 см і від 117 до 124 см завдовжки. Середня вага від 13 до 20 кг. Колір хутра переважно піщано-червонувато-коричневий, але може включати чорний, світло-коричневий або білий кольори.          | Австралія і Нова Гвінея | Dingo antarticus Kerr, 1792 [suppressed ICZN O451:1957], australasiae Desmarest, 1820, australiae Gray, 1826, dingoides Matschie, 1915, macdonnellensis Matschie, 1915, novaehollandiae Voigt, 1831, Dingo papuensis Ramsay, 1879, Dingo tenggerana Kohlbrugge, 1896, hallstromi Troughton, 1957, Dingo harappensis Prashad, 1936 |
| C. l. familiaris пес свійський                       |            | Linnaeus, 1758  | Включає великі кількість форм та порід, що виведені людиною | поширився по всьому світі разом з людиною | aegyptius Linnaeus, 1758, alco C. E. H. Smith, 1839, americanus Gmelin, 1792, anglicus Gmelin, 1792, antarcticus Gmelin, 1792, aprinus Gmelin, 1792, aquaticus Linnaeus, 1758, aquatilis Gmelin, 1792, avicularis Gmelin, 1792, borealis C. E. H. Smith, 1839, brevipilis Gmelin, 1792, cursorius Gmelin, 1792, domesticus Linnaeus, 1758, extrarius Gmelin, 1792, ferus C. E. H. Smith, 1839, fricator Gmelin, 1792, fricatrix Linnaeus, 1758, fuillus Gmelin, 1792, gallicus Gmelin, 1792, glaucus C. E. H. Smith, 1839, graius Linnaeus, 1758, grajus Gmelin, 1792, hagenbecki Krumbiegel, 1950, haitensis C. E. H. Smith, 1839, hibernicus Gmelin, 1792, hirsutus Gmelin, 1792, hybridus Gmelin, 1792, islandicus Gmelin, 1792, italicus Gmelin, 1792, laniarius Gmelin, 1792, leoninus Gmelin, 1792, leporarius C. E. H. Smith, 1839, major Gmelin, 1792, mastinus Linnaeus, 1758, melitacus Gmelin, 1792, melitaeus Linnaeus, 1758, minor Gmelin, 1792, molossus Gmelin, 1792, mustelinus Linnaeus, 1758, obesus Gmelin, 1792, orientalis Gmelin, 1792, pacificus C. E. H. Smith, 1839, plancus Gmelin, 1792, pomeranus Gmelin, 1792, sagaces C. E. H. Smith, 1839, sanguinarius C. E. H. Smith, 1839, sagax Linnaeus, 1758, scoticus Gmelin, 1792, sibiricus Gmelin, 1792, suillus C. E. H. Smith, 1839, terraenovae C. E. H. Smith, 1839, terrarius C. E. H. Smith, 1839, turcicus Gmelin, 1792, urcani C. E. H. Smith, 1839, variegatus Gmelin, 1792, venaticus Gmelin, 1792, vertegus Gmelin, 1792 пропонується виокремити у вид «Canis familiaris», але цей таксон ще обговорюється |
| C. l. filchneri вовк тибетський                      |            | Matschie, 1907  | Довго гостре обличчя, підняті брови, широка голова, великі загострені вуха, товста шерстиста подушка. Спина тьмяно-коричнева; черево, морда і кінцівки жовтувато-білі.                                             | Південно-західна частина Китаю та північна Індія | laniger Hodgson, 1847 |
| C. l. lupus вовк євразійський (номінальний підвид)   |            | Linnaeus, 1758  | Досить великий вовк з іржавим або світло-сірим хутром. | Має найбільший ареал з усіх підвидів вовка і є найпоширенішим підвидом в Європі та Азії, у Західній Європі, Скандинавії, на Кавказі, в Росії, Китаї, Монголії і Гімалаях. Його ареал перетинається з індійським вовком в деяких регіонах Туреччини. | altaicus Noack, 1911, argunensis Dybowski, 1922, canus Sélys Longchamps, 1839, communis Dwigubski, 1804, deitanus Cabrera, 1907, desertorum Bogdanov, 1882, flavus Kerr, 1792, fulvus Sélys Longchamps, 1839, italicus Altobello, 1921, kurjak Bolkay, 1925, lycaon Trouessart, 1910, major Ogérien, 1863, minor Ogerien, 1863, niger Hermann, 1804, orientalis Wagner, 1841, orientalis Dybowski, 1922, signatus Cabrera, 1907 |
| C. l. pallipes вовк індійський                       |            | Sykes, 1831     | Дрібний вовк з короткою шерстю Забарвлення хутра коливається від сірувато-червоного до червонувато-білого з чорними кінчиками. Темна V-подібна смуга на спині більш виражена, ніж у північних вовків. Черево біле. | Індія, Пакистан, Іран, Туреччина, Саудівська Аравія та південний Ізраїль | |

## Північноамериканські підвиди
| Підвид                                        | Зображення | Автор                     | Опис                                                                            | Поширення | Синоніми                                                                                            |
| --------------------------------------------- | ---------- | ------------------------- | ------------------------------------------------------------------------------- | --- | --------------------------------------------------------------------------------------------------- |
| C. l. arctos вовк арктичний                   |            | Pocock, 1935              | Вовк середнього розміру, забарвлення хутра майже повністю біле.                 | Аляска, Мелвіл, Елсмір | |
| C. l. baileyi вовк мексиканський              |            | Nelson and Goldman, 1929  | Найменший з північноамериканських вовків, з темним хутром.                      | Нью-Мексико та Аризона, північний захід Мексики | |
| C. l. columbianus вовк колумбійський          |            | Goldman, 1941             |                                                                                 | Юкон, Британська Колумбія та Альберта | |
| C. l. crassodon вовк ванкуверський            |            | Hall, 1932                | Вовк середнього розміру з сірим хутром                                          | Ванкувер, Британська Колумбія | |
| C. l. hudsonicus вовк гудзонський             |            | Goldman, 1941             | Вовк середнього розміру з світлим хутром                                        | Манітоба і Північно-західні території | |
| C. l. irremotus вовк Скелястих гір північний  |            | Goldman, 1937             | Середній вовк з блідим хутром                                                   | північ Скелястих гір | |
| C. l. labradorius вовк лабрадорський          |            | Goldman, 1937             | Вовк середнього розміру з світлим хутром                                        | Лабрадор і Квебек; недавні підтвердження на острові Ньюфаундленд                                                                                                   | |
| C. l. ligoni вовк архіпелагу Олександра       |            | Goldman, 1937             | Вовк середнього розміру з світлим хутром                                        | архіпелаг Олександра, Аляска | |
| C. l. lycaon вовк східний                     |            | Schreber, 1775            | Дрібний вовк з темним хутром.                                                   | Онтаріо, Квебек (Канада). Він також може бути присутнім у Мічигані, Вісконсині, Міннесоті та Манітобі.                                                             | canadensis de Blainville, 1843, ungavensis Comeau, 1940 Запропоновано виокремити у вид Canis lycaon |
| C. l. mackenzii вовк річки Маккензі           |            | Anderson, 1943            | Вовк з мінливим забарвленням.                                                   | Північно-західні території | |
| C. l. manningi вовк острова Баффіна           |            | Anderson, 1943            | Найменший вовк Арктики, з густим, білим хутром.                                 | Баффінова Земля | |
| C. l. occidentalis вовк північно-західний     |            | Richardson, 1829          | Досить великий вовк білого забарвлення.                                         | Аляска, Юкон, Північно-західні території, Британська Колумбія, Альберта, Саскачеван і північно-західні Сполучені Штати                                             | ater Richardson, 1829, sticte Richardson, 1829                                                      |
| C. l. orion вовк гренландський                |            | Pocock, 1935              |                                                                                 | Гренландія і острови Королеви Єлизавети | |
| C. l. pambasileus вовк внутрішньоаляскинський |            | Elliot, 1905              | Великі пропорції черепа і зуба з чорним, білим хутром або сумішшю обох          | Внутрішня Аляска | |
| C. l. rufus вовк рудий but refer Synonyms     |            | Audubon and Bachman, 1851 | Має коричневе або рудувате хутро, з сірим і чорним відтінком на спині і хвості. | Історично був поширений на всіх східних, південних штатах та на [[Середній Захід США] \|Середньому Заході США]]. Зара поширений лише в східній Північній Кароліні. | Запропоновано виокремити у вид Canis rufus                                                          |
| C. l. tundrarum вовк аляскинський тундровий   |            | Miller, 1912              | Великий вовк білого забарвлення                                                 | Тундра арктичного узбережжя Аляски від мисуБарроу на схід і, ймовірно, на північ до Арктичного архіпелагу                                                          | |

## Вимерлі підвиди
| Підвид                                            | Зображення | Автор                        | Опис | Поширення                                                                        | Синоніми                                |
| ------------------------------------------------- | ---------- | ---------------------------- | --- | -------------------------------------------------------------------------------- | --------------------------------------- |
| † C. l. alces вовк кенайський                     |            | Goldman 1941                 | Один з найбільших підвидів вовка. Колір хутра невідомий.                                                                | Кенайський півострів, вимер 1925 року                                            |                                         |
| † C. l. beothucus вовк ньюфаулендський            |            | G. M. Allen and Barbour 1937 | Середній вовк білого забарвлення                                                                                        | Ньюфаундленд, вимер 1911 року                                                    |                                         |
| † C. l. bernardi вовк Бернарда                    |            | Anderson 1943                | Великий, стрункий підвид з вузькою мордою і великими гвоздиками.                                                        | острів Бенкс, о. Вікторія, вимер 1920 року                                       | banksianus Anderson, 1943               |
| † Canis lupus cristaldii вовк сицилійський        |            | Angelici & Rossi 2018        | Стрункий, коротконогий вовк з коротким, рудим хутром.                                                                   | Сицилія, вимер 1924 року.                                                        |                                         |
| † C. l. floridanus вовк флоридський чорний        |            | Miller 1912                  | Чорний вовк, описується як надзвичайно схожий на вовка рудого в розмірах і вазі                                         | Флорида, вимер 1908 року                                                         | Можливо підвид Canis rufus              |
| † C. l. fuscus вовк Каскадних гір                 |            | Richardson 1839              | Хутро темно-коричневого забарвлення.                                                                                    | Каскадні гори, вимер 1940 року                                                   | gigas Townsend, 1850                    |
| † C. l. gregoryi вовк долини Міссісіпі            |            | Goldman, 1937                | Підвид середнього розміру, стрункий; хутро містить суміш різних кольорів, включаючи чорний, білий, сірий та коричневий. | Басейн річки Міссісіпі, вимер 1980 року                                          | Можливо, підвид Canis rufus but debated |
| † C. l. griseoalbus вовк манітобський             |            | Baird 1858                   | | Північна Альберта, Саскачеван і Манітоба                                         | knightii Anderson, 1945                 |
| † C. l. hattai вовк хоккайдоський                 |            | Kishida 1931                 | [ 59 ] | Хоккайдо, Сахалін, the Камчатка, Ітуруп і Кунашир. Вимер 1889 року               | rex Pocock, 1935                        |
| † C. l. hodophilax вовк японський                 |            | Temminck 1839                | Менші за розміром порівняно з іншими вовками, за винятком арабського вовка.                                             | Японія. Вимер 1905 року.                                                         | japonicus Nehring, 1885                 |
| † C. l. mogollonensis вовк моголлонський гірський |            | Goldman 1937                 | Невеликий, темний підвид, проміжний за розміром між youngi та baileyi.                                                  | Аризона і Нью-Мексико                                                            |                                         |
| † C. l. monstrabilis вовк техаський               |            | Goldman 1937                 | Подібний за розміром і кольором з mogollonensis.                                                                        | Техас і Нью-Мексико                                                              | niger Bartram, 1791                     |
| † C. l. nubilus вовк Великих Рівнин               |            | Say 1823                     | Середнього розміру зі світлим хутром.                                                                                   | Великі Рівнини, вимер 1926 року.                                                 | variabilis Wied-Neuwied, 1841           |
| † C. l. youngi вовк Скелястих гір південний       |            | Goldman 1937                 | Середнього розміру зі світлим хутром, схожий на nubilus, але більший, чорними волосками на спині.                       | Айдахо, Вайомінг, Невада, Юта, Колорадо, Аризона і Нью-Мексико. Вимер 1940 року. |                                         |

## Дискусійні підвиди
| Підвид                           | Зображення | Автор          | Опис                                              | Поширення           | Синоніми |
| -------------------------------- | ---------- | -------------- | ------------------------------------------------- | ------------------- | -------- |
| † C. l. alces вовк італійський   |            | Goldman 1941   | Вовк середнього розміру, хутро сіре або рудувате. | Італія              |          |
| † C. l. signatus вовк іспанський |            | Cabrera, 1907< | Дрібний вовк рудого забарвлення                   | Іспанія, Португалія |          |